# Béchir Selmi
Béchir Selmi ou Bachir Selmi (بشير السالمي), né le 22 janvier 1955 à Kairouan, est un violoniste et compositeur tunisien.
Il est considéré comme l'une des figures emblématiques du violon dans la musique arabe, bénéficiant d'une grande popularité auprès du public. Son jeu musical consiste en la combinaison harmonieuse des modes du Maghreb et du Machrek sans sortir des canons esthétiques traditionnels. 
Agrégé en lettres arabes et élève de La Rachidia, il intègre la troupe musicale de l'ERTT en 1974 puis en devient chef d'orchestre en 1993. En août 2010, il est relevé de ses fonctions à la suite d'un concert controversé donné à Eilat (Israël) puis se voit confier, en décembre 2011, la direction du service musical de la radio nationale.
Soliste, mais aussi compositeur, il travaille avec beaucoup d'interprètes arabes, notamment Anouar Brahem.
En plus de ses activités musicales, Béchir Selmi est également député issu du Rassemblement constitutionnel démocratique, sous le régime de Zine el-Abidine Ben Ali.

## Publications
- La tendance nationaliste arabe dans la poésie maghrébine moderne[2], éd. inconnu, Tunis, 2009